# Empire Hero Award
Les Hero Awards sont des prix qui sont décernés chaque année depuis 2010 par le magazine de cinéma britannique Empire, récompensant une icône du cinéma.
Les récompenses sont votées par les lecteurs du magazine, concernant les films sortis l'année précédant celle de la cérémonie.

## Palmarès

### Années 2010
- 2010 : Jude Law
- 2011 : Keira Knightley
- 2012 : Michael Fassbender
- 2013 : Daniel Radcliffe
- 2014 : Simon Pegg
- 2015 : L'ensemble de la distribution de Game of Thrones
- 2016 : Stanley Tucci
- 2017 : Tom Hiddleston
- 2018 : Aucune récompense